# Споун
Споун (на английски: Spawn) е измислен комиксов супергерой, създаден от канадския писател и художник Тод Макфарлън, за американската компания Имидж Комикс. Персонажът се появява за първи път през май 1992 г. в Споун #1.

## Биография на персонажа

### Ал Симънс
Подполковник Ал Симънс е морски пехотинец, полеви агент на ЦРУ и специален войник работещ за американското правителство. Той се издига в редиците на морските пехотинци по време на следването си отвъд океана. Симънс се прославя с осуетяване на опит за покушение над президента. Лично президентът на САЩ нарежда на Джейсън Уин да закриля и да бъде учител на Ал Симънс. Изникват подозрения към подполковника в участие в няколко правителствени организации в екип, съставени от специално обучени войници. Тези слухове се подклаждат от случайното му присъствие в Ботсвана по едно и също време с агенти на „Yungblood“, както и изчезването му от полезрението на обществеността след инцидента „Хенкли“.
Ал Симънс се запознава с бъдещанта си съпруга Уанда Блейк през 1984 г. по време на републиканската конвенция. Запознава ги най-добрият приятел на Уанда от гимназията – Мартин Алекзандар. През 1990 г. Симънс е включен в класацията „Десетте най-сексапилни мъже“, което правителството се опитва да потули.

### Смърт
Погребението на Ал Симънс се състои в гробището Арлингтън, където се отдават и почести. Паметта му е почетена от президента, вицепрезидента, както и стотици офицери от всички военни служби. Вдовицата на загиналия подполковник Уанда Блейк е придружена от Мартин Алекзандър. Близките на починалия основават нов стипендиален фон в негово име, който ще подпомага фонда на обединените колежи на чернокожите студенти.
Самата смърт на подполковник Ал Симънс е обгърната в мистерия. Твърди се, че е пожертвал живота си за родината. Истината обаче е, че по време на една секретна мисия спец-война е убит по нареждане от Джейсън Уин. Между Уин и Симънс е имало дразги. Шефът на Ал е криел от него, че оглавява интернационална мрежа от интриги и корупция. Войникът е започнал да се отнася с недоверие към настойника си. Накрая Ал Симънс предявил искане да напусне службата си. Джейсън Уин е използвал смъртоносната секретна мисия на своя войник като предлог за последна задача, след която да го разпусне. Коварният началник обаче изпраща наемния убиец Чепъл (на английски: Chapel - персонаж от друга поредица на Имидж Youngblood) да ликвидира неверния наемник, като изгаря лицето му с лазер.

### Завръщане като Споун
Заради кариерата си на професионален убиец Симънс попада в Ада. В момента на смъртта си той сключва сделка с Малеболджия, демоничен господар на дантевия „осми кръг на Ада“. Ал дава душата си в замяна на това да зърне отново съпругата си. Договорът гласи също, че наемният войник ще бъде пратен на земята с мисия да набира още души за армията на Ада. Още приживе Ал Симънс е бил забелязан от Малеболджия като идеален пълководец на нечестивата му армия от демони и продадени човешки души, които някой ден ще се отправят към портите на Рая за да предизвикат Армагедон.
Симънс се връща пет години по-късно. Той е лишен от собствен живот и няма никаква личност. Превърнат е в дяволско изчадие на име Споун. Съществото от Ада намира своята жена Уанда, щастливо омъжена за най-добрия му приятел Тери Фицджералд. Семейството има и малка дъщеря Сайан. Лутащ се в собственото си объркано положение Споун заживява в сенките на мръсните улици на Ню Йорк. Там той се бори със себе си и силите на Злото. Постепенно окаеното същество открива, че има суперсили, с които може да отмъсти на отговорниците за неговото убийство. Част от необикновените му способности включват: телепортация, нечовешка сила и издръжливост и възможност да променя външния си облик, но не и да върне истинското си лице. Към уменията му се прибавя и наученото от времето, когато е бил наемен убиец. Придобитите суперсили обаче лесно излизат извън контрол в битка.
Коварният Малеболджия е поставил свой пратеник до новия си войн – същество с отблъскваща външност и мръсен сарказъм наречено Клоуна, което следи за действията на Споун. Това обаче е само външната обвивка на наблюдателя от Ада. Така наречения клоун се трансформира в чудовище, носещо страховитото название Унищожителя.

## Комикс книги и поредици
- Анджела (1994-1995)
- Анджела и Глори (1996)
- Ария и Анджела (2000)
- Батман и Споун: Войната на дявола (1994)
- Дела по случая: Сам и Туич (2003-2006)
- Кралицата на бомбата (2006-2011)
- Млада кръв (1992-1994)
- Мравката (2004-2008)
- Приключенията на Споун (2007)
- Проклятието на Споун (1994-1999)
- Пророкът и Чепъл: Супер войници (1996)
- Сам и Туич (1999-2004)
- Споун и Батман (1994)
- Споун и Дивите котки (1996)
- Споун и Скорпиона
- Споун Цепеш (1996)
- Споун: Адаптация по филма (1996)
- Споун: Епохата на мрака (1999-2001)
- Споун: Оригиналните серии (1992-2009)
- Споун: Симони (2004)
- Споун – Кръв и сенки (1999)
- Споун – Кръв и спасения (1999)
- Споун – Кървава вражда (1995)
- Споун – Издание за фенове (1996)
- Споун – Обединението (1999-2000)
- Средновековният Споун/Острието на вещицата (1996)
- Унищожителят (1994)
- Хелспоун (2000-2003)
- Чапъл – Крайна жертва (1995)
- Чапъл – Кървав удар (1994)
- Чапъл – Операция „Рицарски удар“ (1995)